# Aïssatou Tandian
Aïssatou Tandian, verheiratete Ndiaye (* 29. August 1966 in Dakar) ist eine ehemalige senegalesische Leichtathletin, die sich auf den Sprint spezialisiert hat. Ihre Spezialstrecke waren die 400 Meter und zu ihren größten Erfolgen zählen drei Medaillen bei Afrikameisterschaften.

## Sportliche Laufbahn
Erste internationale Erfahrungen sammelte Aïssatou Tandian vermutlich im Jahr 1988, als sie bei den Afrikameisterschaften in Annaba in 52,95 s den vierten Platz im 400-Meter-Lauf belegte und mit der senegalesischen 4-mal-100-Meter-Staffel in 46,45 s gemeinsam mit Aïda Diop, Ndeye Aminata Niang und Néné Sangharé die Bronzemedaille hinter den Teams aus Ghana und der Elfenbeinküste gewann. Anschließend nahm sie über 400 Meter an den Olympischen Sommerspielen in Seoul teil und schied dort mit 52,33 s im Viertelfinale aus. Im Jahr darauf gewann sie bei den Spielen der Frankophonie in Casablanca in 52,08 s die Bronzemedaille hinter den Kanadierinnen Jillian Richardson und Charmaine Crooks, ehe sie beim IAAF World Cup in Madrid mit der afrikanischen Auswahlstaffel über 4-mal 400 Meter mit 3:29,76 min auf den fünften Platz gelangte. 1991 schied sie bei den Weltmeisterschaften in Tokio mit 53,06 s im Viertelfinale über 400 Meter aus und im Jahr darauf gewann sie bei den Afrikameisterschaften in Belle Vue Maurel in 52,64 s die Silbermedaille hinter der Nigerianerin Omotayo Akinremi. Anschließend nahm sie erneut an den Olympischen Sommerspielen in Barcelona teil und schied dort mit 52,39 s im Viertelfinale aus. 1993 gewann sie bei den Afrikameisterschaften in Durban in 53,00 s die Bronzemedaille hinter der Mosambikanerin Tina Paulino und Emily Odoemenam aus Nigeria. Anschließend schied sie bei den Weltmeisterschaften in Stuttgart mit 52,77 s im Halbfinale aus. Daraufhin trat sie nicht mehr international in Erscheinung.
In den Jahren 1983 und 1984 sowie 1986 und 1991 wurde Tandian senegalesische Meisterin im 400-Meter-Lauf sowie 1984 auch über 200 Meter und 1983 im 800-Meter-Lauf. Zudem wurde sie 1992 Landesmeisterin über 100 Meter.

## Persönliche Bestzeiten
- 400 Meter: 51,92 s, 14. August 1989 in Tours